# Вест ТВ
Вест ТВ (VTV) е първата частна телевизия в България с екологична тематика, акцентираща върху проблемите на околната среда, на Земята като екосистема, на хората, като фактор, променящ средата, в която живеем. Стартира през 2008 г. с мотото „Виж – това е важно“.
Разпространява се сателитно чрез Intelsat 12, позиция 45.0°E на честота 11509 V във формат – DVB-S2, кодиране – MPEG-2 и до декември 2016 г. наземно цифрово чрез регионален мултиплекс MUX BUL12-1 (София-град) на канал 64. Чрез широка гама собствени предавания на екологична тематика, както и политематични, информационни предавания и документални и игрални филми се стреми да развие и обогатява екологичната култура на българското общество.
Застъпена е информационна ниша с икономическите и социалните аспекти на устойчивото развитие на обществото, на климатичните изменения и глобалното затопляне, енергийната ефективност и сигурност, опазването на околната среда и биологичното разнообразие и др.
През 2018 г. телевизията прекратява излъчване по сателит и продължава да се излъчва само в кабелните и IPTV мрежи в страната.

## Предавания
- Това те засяга - сутрешен блок
- На светло с водещ Ваня Манолова
- Тема +
- Туристически предизвикателства
- Полезно за вас
- Вкусът на живота
- Да ви е сладко
- Часът на бизнеса
- ТВ меню
- Еко SOS
- Еко арена
- Еко вести
- VTV форум
- Гледна точка
- Бялата лястовица
- Зелена линия
- Тунинг мания
- Другото кино
- Автомагазин
- Анализът